# Judo-Ozeanienmeisterschaften 1973
Die Judo-Ozeanienmeisterschaften 1973 waren die fünfte Austragung der von der Oceania Judo Union (OJU) ausgerichteten Wettkämpfe zur Ermittlung der Ozeanienmeister im Judo und fanden in der australischen Stadt Sydney statt.

## Ergebnisse
| Gewichtsklasse    | Gold               | Silber         | Bronze                        |
| ----------------- | ------------------ | -------------- | ----------------------------- |
| Leichtgewicht     | Mick Sinclair      | Robin Moffitt  | Andrew Fleming                |
| Halbmittelgewicht | Doug Churchill     | Lyle Emmens    | Gary Manly Robert Dawson      |
| Mittelgewicht     | Garrick Littlewood | Bill Broadhead | Alex Bykerk                   |
| Halbschwergewicht | Barry Johnson      | Gary Ward      | Trevor Kschammer              |
| Schwergewicht     | Onno Boelee        | Lou Scholer    | Hans Van Duyn Stephen Charles |
| Offene Klasse     | Barry Johnson      | Lou Scholer    | Alex Bykerk                   |

Die offene Klasse konnte der Ozeanienmeister im Halbschwergewicht Barry Johnson vor dem Zweitplatzierten im Schwergewicht Lou Scholer und dem Drittplatzierten im Mittelgewicht Alex Bykerk für sich entscheiden.

## Medaillenspiegel
| Platz | Land       | Gold | Silber | Bronze | Gesamt |
| ----- | ---------- | ---- | ------ | ------ | ------ |
| 1.    | Australien | 4    | 6      | 7      | 17     |
| 2.    | Neuseeland | 2    | 0      | 1      | 3      |